# Rutsweiler am Glan
Pour l’article homonyme, voir Rutsweiler an der Lauter.
Rutsweiler am Glan est une municipalité de la Verbandsgemeinde d'Altenglan, dans l'arrondissement de Kusel, en Rhénanie-Palatinat, dans l'ouest de l'Allemagne.